# Chamaedorea dammeriana
Chamaedorea dammeriana är en enhjärtbladig växtart som beskrevs av Karl Ewald Maximilian Burret. Chamaedorea dammeriana ingår i släktet Chamaedorea och familjen Arecaceae. Inga underarter finns listade i Catalogue of Life.